# 角苞楼梯草
角苞楼梯草（学名：Elatostema sinense var. longecornutum）为荨麻科楼梯草属下的一个变种。

## 扩展阅读
- 維基物種上的相關：角苞楼梯草